# Anticoma filipjevi
Anticoma filipjevi är en rundmaskart som beskrevs av Platonova 1967. Anticoma filipjevi ingår i släktet Anticoma och familjen Anticomidae. Inga underarter finns listade i Catalogue of Life.